# 265 př. n. l.

## Události
Římané jsou vládci celého Apeninského poloostrova, zahajují války mimo Itálii o ovládnutí dalších území.

#### Probíhající události
- 267–261 př. n. l.: Chrémonidova válka

## Hlavy států
- Seleukovská říše – Antiochos I. Sótér (281 – 261 př. n. l.)
- Egypt – Ptolemaios II. Filadelfos (285 – 246 př. n. l.)
- Bosporská říše – Pairisades II. (284 – 245 př. n. l.)
- Pontus – Ariobarzanes (266 – 250 př. n. l.)
- Kappadokie – Ariamnes (280 – 230 př. n. l.)
- Bithýnie – Nicomedes I. (278 – 255 př. n. l.)
- Pergamon – Filetairos (282 – 263 př. n. l.)
- Sparta – Areus I. (309 – 265 př. n. l.) » Akrotatos (265 – 262 př. n. l.) a Eudamidas II. (275 – 245 př. n. l.)
- Athény – Hagnias (266 – 265 př. n. l.) » Philocrates (265 – 264 př. n. l.)
- Makedonie – Antigonos II. Gonatás (272 – 239 př. n. l.)
- Epirus – Alexander II. (272 – 255 př. n. l.)
- Římská republika – konzulové Quintus Fabius Maximus Gurges a L. Mamilius Vitulus (265 př. n. l.)
- Syrakusy – Hiero II. (275 – 215 př. n. l.)
- Numidie – Gala (275 – 207 př. n. l.)